# 利维亚的杰洛特
利维亚的杰洛特（波蘭語：Geralt z Rivii）是一个虚构人物，为波兰作家安德烈·斯帕克沃斯基的短篇小说系列《猎魔人》和其同名改编游戏的主角。他是书中为数不多的獵魔士之一（幼时经历身体突变及严格训练获得强大力量，足以猎杀凶怪），在旅行中接受各种委托，完成后获得一定的报酬，以此谋生。
杰洛特这个角色在电视剧首次亮相是在《巫师》中由米乔·赞布罗斯基扮演的；以及在Netflix中看到由亨利·卡维尔扮演主角的新版本。

## 名字來源
虽然傑洛特的全名是利维亚的杰洛特，但他并不是出生在利维亚。杰洛特在出生后不久就因意外而被他母亲薇森娜遗弃在科德温王国境内的凯尔·莫罕城堡，并在那里成长和接受训练成為猎魔人。为了博取今后潜在客户的信任，年轻的猎魔人一般会给自己捏造一个姓氏。杰洛特最开始选择了杰洛特·罗杰·埃里克·杜·豪特·贝勒嘉德作为自己的名字，但他的导师维瑟米尔认为此名字愚蠢而浮夸，于是杰洛特用抽签的方法选择了更为简单实用的“利维亚的”，他为了让名字更加可信甚至学了利维亚口音。另外，杰洛特这个名字并非由维瑟米尔所取，而是其母薇森娜為他所取。
后来，杰洛特因为在偶然参加的一场战斗中的英勇表现而被利维亚女王米薇册封为骑士，并正式授予了他“利维亚的”之头衔，这让他感到有点好笑。他因此真正成为了一名利维亚骑士，不过在他临阵离开軍隊后很快又被剥夺了。
杰洛特还被称为格温布雷德，在上古语中意为“白狼”，这个名字来自布羅奇隆的树精。杰洛特还短暂地被称为四号角城的拉维克斯，这个名字是在他出席辛特拉公主帕薇塔的选亲宴上为掩盖真实身份而被要求使用的。同样他还有个令人胆寒的外号巴爾維坎的屠夫，這源于发生在巴爾維坎的一场不幸事件。

## 性格
大部分情況下，傑洛特是一個冷漠、憤世嫉俗、陰沉的人。不過在冷酷的外表之下，他還有一些潛藏的其他性格特質，譬如幽默感以及對受苦受難者的關心。傑洛特對待朋友和同伴顯示出強烈的忠誠，他真心願意維護和保護他們，並為此而心甘情願付出很多。不論在小說中還是遊戲中他都有很多要好的朋友，比如卓爾坦·齊瓦和丹德里恩。另外他對所愛之人也是極其關心和愛護的。他曾經要求抓住他們的松鼠黨只殺他自己而放過丹德里恩，不顧一切的尋找希瑞，犧牲自己從狂獵手中換回葉奈法，置泰莫利亞的未來於不顧冒著生命危險拯救特莉絲。
傑洛特還特別善於化解矛盾，這得益於他九十餘年環遊世界的經歷。不過這也讓他對他認為殘忍、愚蠢的事情面前經常表露出輕蔑的態度和隱晦的嘲諷。
小說中的傑洛特經常表現出對他生命中的一些事情的悔意。有時候甚至也出現過感情崩潰的時刻，甚至想要完全放棄獵魔人這一行當，棄其道德感於不顧。

## 能力
像所有猎魔人一樣，傑洛特是職業怪物獵手。他擁有超乎常人的力量和速度，傑洛特在獵魔人的青草試煉中展示出不尋常的忍受能力並存活了下來，從而獲得了這些能力。據稱傑洛特身上還曾進行過進一步的獵魔人突變實驗，這讓他比他的同行獵魔人擁有更快的速度，更強的力量和耐力，另外還讓他的頭髮變成銀白色，瞳孔變成金棕色。嚴苛的劍術訓練讓他成為一名技藝高超的劍術大師。
身為狼學派的獵魔人，劍術和法印是傑洛特最常用的兩種攻擊方式，因為它們的使用簡單有效，適合對付各種類型的敵人。
劍術：傑洛特是一位劍術大師。人們喜歡以芭蕾術語中的“皮魯埃特”來命名傑洛特的劍術風格，這是因為其兼具華麗性、速度感與實用性，傑洛特揮舞起劍來如舞蹈家一樣優雅，而每一擊又同阿瑞斯的寶劍一樣致命和迅捷。在小說中，傑洛特以能夠依靠極快的反應速度格擋飛來的箭矢而聞名。
法印：傑洛特還能夠使用一些法印，法印是一種獵魔人掌握的簡易且能夠快速釋放的魔法。法印無需咒語和媒介，僅僅集中精神並輔以一個手勢便可以釋放。阿爾德法印是一種意動衝擊波，可以將敵人擊飛，摧毀比較脆弱的障礙；亞克席之印可以影響敵人的意志，甚至暫時控制敵人，製造混亂；伊格尼賦予狩魔獵人簡單的控火能力，從手中噴射出強大的火焰；昆恩則形成一個臨時護盾抵御物理性的攻擊；亞登作為一種魔法陷阱可以限制敵人的行動。這些法印的還會轉變形態。在《獵魔人》系列小說中，阿爾德和昆恩是傑洛特在戰鬥中最常用的法印。

## 人物传记

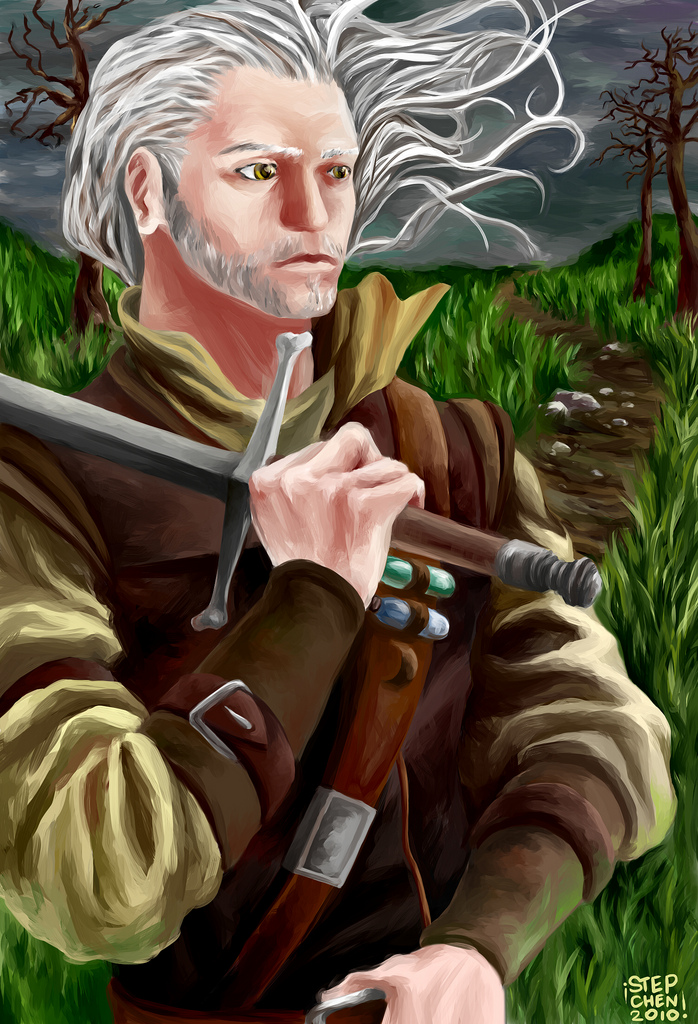
这是猎魔人杰洛特的画像，手里拿着标志性的十字剑以及灰白色的头发，这是猎魔人身上常见的特征。

### 起源
杰洛特，故事主角，一个猎魔人。 出生后不久，便在凱尔·莫罕（狼学派猎魔人的据点）被迫接受训练（根据“意外律”，若某人不支付猎魔人完成任务后的报酬，则其有权在当事人未知的情况下拿走一件他身边的物品当作酬劳），成为了一名猎魔人。杰洛特在青草试炼（一种特别的突变实验）后多次存活下来，这使他获得了超凡的体力和精神力，并奇迹般地将试炼所带来的副作用降至最低。相比大多数人，他能更好的承受青草试炼所带来的“改变”， 这也促使其作者对其施行了更为危险的实验性手术， 受此影响，他失去了整个身体的颜色。由于其苍白的皮肤和头发， 他被称为"格温布雷德" ，即古语“白狼”。
尽管他的名字并非来源于利维亚（他确实学过如何滑稽地讲利维亚口音），维瑟米尔还是鼓励年轻的猎魔人们为他们自己补上姓氏，使其听起来更加可靠。他宣称曾经有过一次自主选择，即“杰洛特·罗杰·埃里克·杜·豪特·贝勒嘉德”（Geralt Roger Eric du Haute-Bellegarde）， 但由于听起来太蠢太自负而被维瑟米尔驳回。
在完成猎人训练后，他获得了狼型勋章（凯尔·莫罕的标志） ，骑着名为Płotka （字面上讲 ，“Roach”是英文“Roachie”的一个简称 ，在小说中文版中被翻译为“洛奇”；每一匹他拥有的马都被命名为这个名字） 的马开始闯荡世界，成为了一名受雇佣的猎魔人。
|                        | 我说过，什么是猎魔人的天堂：那是一处圣地，有龙栖之，为墓地或废墟；无论森林峡谷亦或山中岩洞，尸骨遍地、恶臭漫天；其地漫布恶兽，为生存或消遣，更有甚者，以此为乐也；其类有：飞狮兽，翼手龙，小雾妖， 阿狮娜（音译），伊莱克瑞斯（音译），混合兽，老树精，吸血鬼，食尸鬼，格瑞维尔（音译），狼人，巨蝎， 寄生兽， 黑色吞食兽，缇卡莫拉（音译），维破（音译）……其众，大多已成我剑下亡魂。” |
| ——杰洛特，《最终愿望》 | |

尽管杰洛特并不相信命运之类的说辞， 但他还是不由自主地要求帕薇塔公主与她丈夫多尼的未生女属于自己（根据“意外律”获得酬劳），女孩名叫希瑞 （另以别名“泽里”著称）。此外，杰洛特并没有因为女人无法成为猎魔人而不接受她，冥冥中，杰洛特与希里的人生轨迹前后交叉了三次。其外祖母（辛特拉的卡兰瑟女王）死后，杰洛特便开始照顾她，一同训练，视如己出。
小说描述了杰洛特如何在一片混乱中保护希里，因此被迫卷入君主的政治斗争中的故事。

### 游戏中
在表面上针对“非人类”的大规模屠杀结束后，“猎魔人”的传奇还在延续；杰洛特与叶奈法一同前往一座小岛以寻找希里，其故事还未完结。游戏分为前后三部曲，即“巫师”，“巫师2：国王刺客”，“巫师3：狂猎”。杰洛特后来回想起了自己凭空出现并失忆之前的事：由于救人心切，在叶奈法被狂猎抓住后他主动献上自己作为交换，使叶奈法重获自由。虽然后来他被希里所救，却因此丧失了一切之前在凯尔莫罕生活的记忆，并由他的狼学派猎魔人同伴将他带回了凯尔莫罕。
杰洛特在格斗游戏“劍魂VI”中以一个可操控的角色登场，英语配音由配音演员道格·科克尔负责，日語配音則是山路和弘負責。
杰洛特在ARPG游戏“怪物猎人 世界”中作为任务奖励套装的形式出现，玩家在完成一系列联动任务后获得“杰洛特”与“希里”套装，装备后可变化为对应角色。

## 經歷

### 小說經歷
|              | 他們後來說，那個人是從北方穿過“繩索之門”進來的。 |
| ——傳奇的開始 |                                                  |

傑洛特是女術士薇森娜之子，他的父親很可能是一名叫科林的戰士。出生後不久，傑洛特就被他的母親遺棄在凱爾·莫罕——狼學派獵魔人的堡壘。在這裡的狩魔獵人導師維瑟米爾收留了他，成為了他的師父，從此他便開始接受狩魔獵人嚴酷的訓練。突變為獵魔人的青草試煉使他獲得了幾乎超人的身體素質，包括提高速度、力量、耐力、抵抗力、反應能力，提高了感知和再生能力，獲得了對疾病和常規毒素的完全免疫力，以及對疼痛驚人的耐受力。傳言青草試煉會使獵魔人喪失情感，但從未被證實，更像是謠言，而傑洛特倒是經常以此為藉口來迴避一些問題。
傑洛特因出色的表現被選為進一步突變實驗的候選人，他是唯一在這些實驗中存活下來的獵魔人，他銀白的頭髮就是這些實驗所產生的副作用。在全部訓練結束後，傑洛特跨上一匹名為“ Roach”的馬，正式開始了他接受僱傭和委託獵殺怪物的獵魔人職業生涯，他在此後給每一匹騎過的馬都命名為“ Roach”。
之後傑洛特身為獵魔人持續狩獵怪物過了很多年，這時傑洛特的年齡大概已經有90多歲，他在這塊大陸上不停地旅行，接受僱傭獵殺怪物。途中曾碰到吟遊詩人丹德里恩，兩人成為知己，同時也因為丹德里恩的原因而意外結識了女術士葉奈法，之後雖然他們一直保持著戀人關係，但經常分分合合。作為獵魔人的傑洛特對於世間的各種紛爭通常傾向於保持中立置身事外，包括尼弗迦德帝國對北方諸國的入侵。
有一次傑洛特從辛特拉的女王卡蘭瑟那裡接到一份委託，要在其女兒帕薇塔的選親宴會上除掉一個怪物。但最終他卻救了那個“怪物”——“刺猬”多尼（即後來的尼弗迦德皇帝恩希爾），並促成了他與公主的婚事更解除了他身上的詛咒。對此他要求多尼用意外律作為回報，最終得到了多尼和帕薇塔的女兒“命運之子”希里作為養女，並在辛特拉淪陷後將她帶到凱爾·莫罕並撫養她長大，同時希里也成為了他的學徒，接受初步的獵魔人訓練。
然而在之後仙尼德島的政變事件中，一名天賦異禀名叫威戈佛特茲的強大源力術士為了奪取希里的上古之血力量而捉走她，因此傑洛特為了保護希里而與其交戰，但最終不敵更被其打碎右腿，並與希里失散。幸好在女術士特莉絲的幫助之下，他被送到布洛奇隆治療，但依然沒有完全恢復。短暫休養後，傑洛特踏上尋找希里的旅途，並結識了卓爾坦、雷吉斯等夥伴以及芙琳吉拉、阿瓦拉克等出於不同目的願意幫助他的人。
後來，傑洛特在尋找希里的途中偶然參加了雅魯加河橋上之戰，幫助利維亞的女王米薇脫困並擊敗尼弗迦德的大軍。因為在戰鬥中的英勇表現，傑洛特獲得騎士頭銜，並被正式賜予“利維亞的傑洛特”稱謂。但不久後，傑洛特再度踏上尋找希里的旅途並離開了軍隊，這使他失去了利維亞騎士之名。
經歷了千辛萬苦追尋的傑洛特最終得知希里被威戈佛特茲困在斯提加城堡裏。傑洛特和他的同伴們在突襲戰中救出了葉奈法和希里，並再次與威戈佛特茲展開戰鬥。然而威戈佛特茲的法力實在過於強大，即使面對眾人，葉奈法仍被他輕易打敗，雷吉斯更被他燒成了灰燼，傑洛特也被他打得毫無還手之力。最後關頭，威戈佛特茲用法杖重擊奄奄一息的傑洛特時，芙琳吉拉贈與傑洛特的徽章創造出了他的幻象，導致威戈佛特茲的致命一擊沒有命中，而傑洛特則抓住時機用劍刺穿了威戈佛特茲的腹部並殺死了他。儘管殺死了威戈佛特茲，但在這場戰鬥中傑洛特負出了很大的代價，他失去了很多夥伴。除了雷吉斯外，米爾瓦、卡西爾、安古蘭也在此戰中喪生。
在終於尋回希里後，傑洛特一行人來到了利維亞城，但這裡卻剛好爆發了一場針對非人種族的大屠殺。獵魔人傑洛特為了保護朋友在混亂中被農民用乾草叉刺中身體。特莉絲、葉奈法、希里、卓爾坦、亞爾潘、丹德里恩等人目睹了傑洛特的死亡，而葉奈法在嘗試醫治傑洛特的過程中也因為精力耗盡而隨之死去。之後，傷心欲絕的希里帶走了他們的屍體。

### 遊戲經歷
“巫師”系列遊戲的劇情承接長篇小說《湖中仙女》的結尾。利維亞的傑洛特是“巫師”系列遊戲的主角，也是最重要的人物。

#### 巫師1劇情
在長篇小說的結尾，傑洛特死於一場針對非人種族的大屠殺中。然而五年之後他卻突然醒來並被殘存的獵魔人們救回到凱爾·莫罕，但是他對以前的記憶完全喪失了。剛開始恢復不久，傑洛特就被捲入了神秘的武裝力量“火蜥蜴幫”攻打凱爾·莫罕的事件中。帶頭的兩個人，首領是一個名叫阿扎的人，另一個則是被稱作“教授”的神秘法師。他們的目的是為了奪取用來改造獵魔人的藥劑和設備。在狼派大師維瑟米爾的指揮下，獵魔人們和女術士特莉絲一道擊退了火蜥蜴幫的進攻，阿扎和教授等人攜帶藥劑瞬移逃遁。獵魔人們決定分頭探查火蜥蜴的行踪，並阻止他們針對獵魔人特殊能力的陰謀，遊戲巫師第一代的劇情由此開始。
在追查神秘組織“火蜥蜴幫”的旅程中，傑洛特遇到很多舊相識，也認識了一些新朋友，有的需要獵魔人的幫助，有的則幫助傑洛特尋回他逝去的記憶。
傑洛特在遊戲第四章中，湖中仙女將他第二次封為騎士，並贈送了亞隆迪吉特劍作為他身份的象徵。
傑洛特在朋友們的幫助下最終擊敗了火蜥蜴幫，並找出了真正的幕後元兇——烈焰薔薇騎士團團長賈奎斯。當傑洛特徹底粉碎了他們的計劃後，整體情勢看似塵埃落定。然而天算不如人算，當狩魔獵人接受國王的獎賞之後，刺客潛入了謁見室，如果不是狩魔獵人及時發現了刺客的踪跡，泰莫利亞的弗爾泰斯特國王可能已不幸遇害。傑洛特擊退了刺客，並救了國王，但對於背後的主使者以及原因卻一無所悉。有趣的是，刺客非常像是狩魔獵人，甚至可能就是其中之一，為之後的劇情留下伏筆。

#### 巫師2：國王刺客劇情
在上一集的結局中傑洛特保護了泰莫利亞國王霍爾泰斯特後被國王任命為貼身侍衛。他參加霍爾泰斯特平定一名叛亂貴族的戰爭時，國王被一名假扮成祭司的神秘刺客所殺，而傑洛特卻被指控弑君而被監禁，然後泰莫利亞軍特種部隊隊長弗農·羅契幫助他逃獄。傑洛特逃獄後跟羅契和特莉絲會合並一起去尋找“弑王者”。
他們首先在龐塔爾河邊界的港口“浮港”中收集情報，知道了“弑王者”就是蛇派狩魔獵人雷索（Letho），而他正在松鼠黨的保護之中。傑洛特先為浮港居民解決了巨章魚怪的問題後就去追尋雷索的下落，他先去監獄船上的松鼠黨的副領袖處打聽到他和他的隊伍被雷索背叛的事情，然後傑洛特就去跟松鼠黨的領袖伊歐菲斯見面，將雷索背叛他們的事情告訴他，然後伊歐菲斯向傑洛特提議假裝自己被他抓住來帶他去見雷索。傑洛特盤問雷索刺殺國王的目的，但盤問被羅契的突擊所打斷。雷索和傑洛特進行一場短暫的打鬥後逃脫，他還綁架了特莉絲逼迫她使用傳送魔法將他送去阿甸王國的弗堅。於是傑洛特就只好動身去亞甸追捕雷索和拯救特莉絲。
傑洛特來到弗堅後，就被捲入了亞甸和科德溫之間的戰爭，戰場突然被詛咒的濃霧和日蝕所籠罩導致該處充滿著戰靈，令他的調查的進展受到阻滯。因此傑洛特不得不尋找解除詛咒的方法，才能繼續調查雷索和特莉絲的下落（如果當時在浮港的戰鬥中選擇幫助伊歐菲斯的話就投靠亞甸陣營，如果選擇幫助羅契的話就會去科德溫軍）。解除詛咒後，傑洛特發現特莉絲被尼弗迦德帝國軍抓去洛穆涅，而雷索也跟著他們逃往這處。
傑洛特最後在北方諸王們在洛穆涅舉行的高峰會議後，他“弑王者”雷索（Letho）會面，雷索解釋道，尼弗迦德帝國皇帝恩希爾以協助他復興蛇派獵魔人門派為條件，進行行刺北方諸國的君主們的任務，以導致北方諸國的政局不穩為他們的北伐提供便利。然後，雷索就跟傑洛特談及往事，以幫助他恢復記憶。
在1268年，利維亞爆發了人類針對非人類種族的大屠殺，傑洛特選擇保護非人類種族而向人類暴徒們揮劍，可是他被一名拿著乾草叉的男性重創，在死亡邊緣的傑洛特被趕到現場的葉奈法所救，然後兩人被一位“蒼白色頭髮的少女”（即是希里）帶走。葉奈法和傑洛特在蘋果樹島中隱居養傷，但是狂獵來到這個島上將葉奈法拐走，令傑洛特終止休養去追擊狂獵。傑洛特在旅途中救了雷索一命，並召集了其他蛇派的兄弟們一起尋找狂獵，最後在1270年的冬至日中的絞刑者之樹處找到他們，傑洛特將自己的身心獻給狂獵之王來換取葉奈法的自由與夥伴們的性命。因此傑洛特就失去了記憶，跟隨著狂獵到處降災。
最後，傑洛特恢復了完整的記憶後，就要面臨為看在朋友情義的份上而放過雷索，或為要他弑君的罪行付出代價而殺死他的選擇。

#### 巫师3：狂獵劇情
由於泰莫利亞的國王被殺導致國家處於權力真空狀態，令該國很迅速地被尼弗迦德帝國吞并。有一天，傑洛特收到了他的舊戀人葉奈法寄來的書信，所以傑洛特就上路尋找她。當他與葉奈法會合後，她告訴傑洛特他被帝國皇帝恩希爾召見，皇帝命令傑洛特尋找希里，因爲希里是恩希爾的親生女兒，是唯一的帝國皇位繼承人。但是希里她失蹤已久，所以傑洛特展開了尋找他的養女兒希里的冒險旅程。在尋找希里的過程中，傑洛特知道帶有上古之血的希里就是阻止“白霜”的世界末日現象的關鍵，而狂獵正在追殺希里，所以傑洛特要不惜一切找到希里並保護她，並對狂獵所謂的“命運”作出最後的反抗。

## 文学分析与反响
杰洛特被描述为20世纪90年代波兰流行文化“新自由反政治”精神的象征。他是一个专业人士，认真履行自己的职责，不愿参与当代政治的“无谓争吵”。波兰科幻作家马雷克·奥尔默斯（Marek Oramus）把杰洛特与雷蒙德·钱德勒笔下的著名人物菲利普·马洛相比较。2012年，GamesRadar在评出的电子游戏史最佳英雄中把杰洛特排在第50位。

## 参阅内容
- CD Projekt Red